# 王子联
王子联（1968年11月—），男，汉族，吉林梨树人，中华人民共和国政治人物，中国共产党党员，第十三届全国人民代表大会吉林地区代表。现任吉林省人民政府副省长。

## 生平
2018年2月24日，当选为第十三届全国人大代表。2018年1月，任松原市市长；2019年4月，任中共松原市委书记。2021年7月任长春市市长。2025年7月任吉林省人民政府副省长。